# The Corrs Unplugged
The Corrs Unplugged is een livealbum van de Ierse band The Corrs. De cd en de later uitgebrachte VHS en dvd zijn een registratie van het optreden dat werd gegeven in het kader van het programma MTV Unplugged. Dit optreden vond plaats op 5 oktober 1999 in de Ardmore Studios in de Ierse plaats Bray. De volgorde van uitvoering wijkt af van de volgorde op de cd. Het album bevat de akoestische versie van het nummer Radio, die uiteindelijk een hit werd.
Op de cd neemt Andrea Corr de zangpartijen voor haar rekening. Het nummer No Frontiers wordt gezongen door haar zussen Caroline Corr (drums) en Sharon Corr (viool). Overige muzikale begeleiding wordt gedaan door Jim Corr (gitaar), de gastmuzikanten Anthony Drennan (gitaar), Keith Duffy (bas) en het Ierse filmorkest.

## Nummers

### Cd
1. "Only When I Sleep" – 4:38
2. "What Can I Do?" – 4:36
3. "Radio" – 4:51
4. "Toss the Feathers" – 3:14
5. "Runaway" – 4:36
6. "Forgiven Not Forgotten" – 5:22
7. "At Your Side" – 4:33
8. "Little Wing" – 4:41 - cover van Jimi Hendrix
9. "No Frontiers" – 4:28 - cover van Jimmy McCarthy
10. "Queen of Hollywood" – 4:44
11. "Old Town" – 3:09 - cover van Phil Lynott
12. "(Lough) Erin Shore" – 4:25
13. "So Young" – 4:53
14. "Everybody Hurts" – 5:45 - cover van R.E.M.
  - Bonusnummer – op de Duitse-versie
15. "At Your Side" – 4:22
  - Bonusnummer – niet op elke uitgebrachte versie
16. "Dreams" – cover van Fleetwood Mac

### Dvd en VHS
1. "Only When I Sleep"
2. "What Can I Do"
3. "Radio"
4. "Toss The Feathers"
5. "Everybody Hurts"
6. "Dreams"
7. "Runaway"
8. "Forgiven Not Forgotten"
9. "At Your Side"
10. "Little Wing"
11. "No Frontiers"
12. "Queen Of Hollywood"
13. "Old Town (This Boy Is Cracking Up)"
14. "(Lough) Erin Shore"
15. "So Young"